# ユーゴスラビアの国章
ユーゴスラビアの国章（ユーゴスラビアのこくしょう）では、過去に「ユーゴスラビア」の国名を名乗ったことのある国家の国章について解説する。
但し、ユーゴスラビア連邦共和国の国章については、「セルビア・モンテネグロの国章」を参照されたい。

## ユーゴスラビア王国
ユーゴスラビア王国の国章は、セルビア王国の王家オブレノヴィッチ家の紋章を使用しており、この国章は現在もセルビアの国章として使われている。ただし鷲の中央の紋章には手が加えられ、セルビア十字を配したセルビアの紋章は左上に寄せられて、右上にクロアチアの紋章である赤白のチェック（シャホヴニツァ）が、下部には青地に上向きの白い三日月とツェリェ伯家の三つの黄色い六芒星が描かれたスロベニアの紋章が置かれた。

ユーゴスラビア王国 (1918年-1943年) の国章。鷲の胸の盾こそ違うが、現在はセルビアの国章になっている。

## ユーゴスラビア社会主義連邦共和国
ユーゴスラビア社会主義連邦共和国の国章は、合わさった6つの松明を、「29-XI-1943」と書かれた青いリボンで束ねられた麦のリースで囲んで、その上に赤い星を配置したものである。ユーゴスラビアを構成する各共和国もそれぞれ国章を持ったが、赤い五芒星を上に配するデザインはどの共和国章にも共通するものだった。
6つの松明は連邦を構成する6つの共和国の「兄弟愛と統一」を意味し、「29-XI-1943」の文字は、第二次世界大戦中の1943年11月29日に、ユーゴスラビア人民解放反ファシスト会議がヤイツェで開催した第2回会合で、戦後のユーゴスラビアの連邦共和国の体制を決定する合意が採択されたことを記念する。
1963年の改定以前は松明の数は5つであった。これはスロベニア人、クロアチア人、セルビア人、マケドニア人、モンテネグロ人という5つの主要民族を表したものであった（ムスリム人が民族として認められたのは1960年代後半であった）。

### 構成共和国の国章
| 連邦共和国                             | 国章 | 作者                            | 国章構成物                                   | 国章構成物                                        | 現在の国章                     |
| -------------------------------------- | ---- | ------------------------------- | -------------------------------------------- | ------------------------------------------------- | ------------------------------ |
| ボスニア・ヘルツェゴビナ社会主義共和国 |      | 不明                            | 植物                                         | 左側に松の枝、右側に落葉樹の枝、中央下に2束の小麦 | ボスニア・ヘルツェゴビナの国章 |
| ボスニア・ヘルツェゴビナ社会主義共和国 | 背景 | 不明                            | ヤイツェの町並み                             |                                                   | ボスニア・ヘルツェゴビナの国章 |
| ボスニア・ヘルツェゴビナ社会主義共和国 | 産業 | 不明                            | 煙を出す2本の煙突                            |                                                   | ボスニア・ヘルツェゴビナの国章 |
| ボスニア・ヘルツェゴビナ社会主義共和国 | 装飾 | 不明                            | 赤いリボン                                   |                                                   | ボスニア・ヘルツェゴビナの国章 |
| クロアチア社会主義共和国               |      | Antun AugustinčićとVanja Radauš | 植物                                         | 小麦                                              | クロアチアの国章               |
| クロアチア社会主義共和国               | 背景 | Antun AugustinčićとVanja Radauš | アドリア海からの日の出                       |                                                   | クロアチアの国章               |
| クロアチア社会主義共和国               | 産業 | Antun AugustinčićとVanja Radauš | 金床                                         |                                                   | クロアチアの国章               |
| クロアチア社会主義共和国               | 装飾 | Antun AugustinčićとVanja Radauš | シャホヴニツァ                               |                                                   | クロアチアの国章               |
| マケドニア社会主義共和国               |      | Vasilije Popović–Cico           | 植物                                         | 小麦の輪の周りにタバコの葉とけし                  | マケドニアの国章               |
| マケドニア社会主義共和国               | 背景 | Vasilije Popović–Cico           | ヴァルダル川とコラブ山(Korab)からの日の出    |                                                   | マケドニアの国章               |
| マケドニア社会主義共和国               | 産業 | Vasilije Popović–Cico           | なし                                         |                                                   | マケドニアの国章               |
| マケドニア社会主義共和国               | 装飾 | Vasilije Popović–Cico           | 伝統的マケドニア刺繍様式のリボン             |                                                   | マケドニアの国章               |
| モンテネグロ社会主義共和国             |      | Milan Božović とMilo Milunović  | 植物                                         | 月桂冠                                            | モンテネグロの国章             |
| モンテネグロ社会主義共和国             | 背景 | Milan Božović とMilo Milunović  | アドリア海に浮かぶロブチェン(Lovcen)国立公園 |                                                   | モンテネグロの国章             |
| モンテネグロ社会主義共和国             | 産業 | Milan Božović とMilo Milunović  | なし                                         |                                                   | モンテネグロの国章             |
| モンテネグロ社会主義共和国             | 装飾 | Milan Božović とMilo Milunović  | モンテネグロ人汎スラヴ色の三色旗             |                                                   | モンテネグロの国章             |
| セルビア社会主義共和国                 |      | Đorđe Andrejević Kun            | 植物                                         | 左側に麦の束、右側にドングリとオークの枝葉        | セルビアの国章                 |
| セルビア社会主義共和国                 | 背景 | Đorđe Andrejević Kun            | 日の出                                       |                                                   | セルビアの国章                 |
| セルビア社会主義共和国                 | 産業 | Đorđe Andrejević Kun            | 歯車                                         |                                                   | セルビアの国章                 |
| セルビア社会主義共和国                 | 装飾 | Đorđe Andrejević Kun            | 年号が書かれた赤いリボンとセルビア十字       |                                                   | セルビアの国章                 |
| スロベニア社会主義共和国               |      | Branko Simčič                   | 植物                                         | 小麦とセイヨウボダイジュの葉                      | スロベニアの国章               |
| スロベニア社会主義共和国               | 背景 | Branko Simčič                   | 水域を表す波線とトリグラウ山                 |                                                   | スロベニアの国章               |
| スロベニア社会主義共和国               | 産業 | Branko Simčič                   | なし                                         |                                                   | スロベニアの国章               |
| スロベニア社会主義共和国               | 装飾 | Branko Simčič                   | 赤いリボン                                   |                                                   | スロベニアの国章               |

## ユーゴスラビア連邦共和国

ユーゴスラビア連邦共和国 (1992年-2003年) の国章

「セルビア・モンテネグロの国章」を参照